# دیزنی ای تو زی
دیزنی اِی تو زی: دانشنامهٔ رسمی (انگلیسی: Disney A to Z: The Official Encyclopedia) دانشنامه رسمی شرکت والت دیزنی است که توسط سرپرست بایگانی این شرکت دیو اسمیت نگاشته شده‌است.
این دانشنامه حدود پانصد صفحه عنوان فیلم و کارتون و صدها عکس دارد و تمامی تاریخچه شرکت والت دیزنی، جاذبه‌های تفریحی پارک‌های آن، شوهای تلویزیونی، کارتون‌های فیلمی بلند و کوتاه و فیلم‌های سینمایی آن را پوشش می‌دهد. این دانشنامه همچنین جزئیاتی دربارهٔ کارکنان شرکت دیزنی و بازیگران اصلی آن ارائه می‌دهد.